# Heringen (Werra)
Heringen (Werra) är en stad i Landkreis Hersfeld-Rotenburg i Regierungsbezirk Kassel i förbundslandet Hessen i Tyskland.
Kommuen Wölfershausen uppgick i Heringen (Werra) 15 september 1968, Lengers 31 december 1970, Bengendorf och Leimbach 31 december 1971 samt Herfa, Kleinensee och Widdershausen 1 augusti 1972.